# Texworld
 (mars 2022).
Texworld est un salon professionnel international biannuel, qui se déroule au Parc des expositions de Paris-Le Bourget. Ce salon est spécialisé dans le sourcing de textile pour l’habillement et dans l’accessoire de mode. Le groupe Messe Frankfurt est propriétaire du salon depuis 2002. Le salon est piloté depuis par sa filiale Messe Frankfurt France. À partir de 2010, Texworld devient Texworld Paris.

## Historique
Le salon Texworld a été créé en 1997 pour présenter et vendre aux acheteurs de textile européens et internationaux l’offre de textile extra-européenne venant de grands pays producteurs comme la Chine, la Corée du Sud, l’Inde, le Pakistan ou la Turquie.
Texworld est racheté en 2002 par le groupe Messe Frankfurt, 3ème organisateur de salons textiles dans le monde.
En 2010, Texworld devient Texworld Paris à la suite de la création de salons Texworld ailleurs dans le monde.
En septembre 2011, l’offre de Texworld Paris se développe avec le lancement du salon connexe Apparel Sourcing Paris, dédié au sourcing de produits finis mode/habillement/accessoires.

## Description
Texworld Evolution Paris est l’événement de sourcing de mode qui rassemble chaque année, lors de ses deux éditions, 29 000 acheteurs professionnels de 130 pays et près de 3000 exposants de 35 pays*. 85 % des acheteurs sont européens et viennent en majorité de France, Turquie, Espagne, Italie, Royaume-Uni, Pays-Bas, Belgique, Allemagne, Colombie et Pologne. L’événement se déploie sur 61 400 m2 environ.